# Bernardo Bilotta
Bernardo Bilotta (albanska: Binard Bilota), född den 29 november 1843 i den arberesjiska byn Frascineto i Italien, död den 16 juni 1918, var en arberesjisk (albansk) poet och folklorist. Han skrev bland annat ett epos om Skanderbeg. Han skrev ett flertal filologiska verk om albanska språket mellan åren 1893-1915.